# Chen Yufei
Chen Yufei (en chino: 陈雨菲; Hangzhou, 1 de marzo de 1998) es una deportista china que compite en bádminton, en la modalidad individual.
Participó en los Juegos Olímpicos de Tokio 2020, obteniendo una medalla de oro en la prueba individual. En los Juegos Asiáticos consiguió tres medallas de plata, una en 2018 y dos en 2022.
Ganó cuatro medallas en el Campeonato Mundial de Bádminton entre los años 2017 y 2023.

## Palmarés internacional
| Juegos Olímpicos   | Juegos Olímpicos       | Juegos Olímpicos  | Juegos Olímpicos |
| Año                | Lugar                  | Medalla           | Prueba           |
| ------------------ | ---------------------- | ----------------- | ---------------- |
| 2020               | Tokio (Japón)          | Medalla de oro    | Individual       |
| Campeonato Mundial |                        |                   |                  |
| Año                | Lugar                  | Medalla           | Prueba           |
| 2017               | Glasgow (Reino Unido)  | Medalla de bronce | Individual       |
| 2019               | Basilea (Suiza)        | Medalla de bronce | Individual       |
| 2022               | Tokio (Japón)          | Medalla de plata  | Individual       |
| 2023               | Copenhague (Dinamarca) | Medalla de bronce | Individual       |
| Juegos Asiáticos   |                        |                   |                  |
| Año                | Lugar                  | Medalla           | Prueba           |
| 2018               | Yakarta (Indonesia)    | Medalla de plata  | Equipo           |
| 2022               | Hangzhou (China)       | Medalla de plata  | Individual       |
| 2022               | Hangzhou (China)       | Medalla de plata  | Equipo           |